# Quesillo nicaragüense
El Quesillo nicaragüense es una receta de cocina a base de tortilla de maíz, quesillo (del cual toma su nombre la preparación), cebolla encurtida, crema de leche, sal y chile al gusto.

## Origen
Es un producto de origen nicaragüense, que se deriva  de la leche que se calienta a cierta temperatura en una cacerola mediante cuajado, secado y salado hasta obtener una masa de consistencia elástica y tiene un carácter suave y delicado en comparación con los quesos tradicionales.
El quesillo es originario de la ciudad de La Paz Centro municipio del departamento de León en Nicaragua; sin embargo, hay otro municipio llamado  Nagarote que se atribuye la invención de esta receta.
Desde la década de 1930, los primeros habitantes de este pueblo notaron en su trabajo diario que se desperdiciaban varios litros de leche por la falta de una conservación adecuada en neveras, y lo que se convertía en cuajada o queso ya era más que suficiente, por lo que decidieron hacer quesillo para poder conservar el producto por más tiempo. Luego, cuando le agregaron crema agria, cebolla cocida y cortada en trozos pequeños y una tortilla caliente encima, descubrieron que era un alimento con buen sabor y lo incorporaron a su dieta y al recetario tradicional nicaragüense.

## Historia
Según algunos historiadores, creen que el quesillo se vendía en el siglo pasado y en 1902 el plato se hizo popular en la región. Pero no fue sino hasta  mediados de la década de 1960, cuando el tren había comenzado a recorrer el país, llegaron decenas de mujeres con cajas de madera llamadas bateas, con el producto que años después se consideró un alimento solicitados por toda la región, este solo se vendía en forma de trenzas con tortilla o pan que estaba envuelto en hojas de guácimo.
Este platillo se acostumbra comer a cualquier hora del día, dado que es de fácil elaboración y de fácil de consumo, por lo general se sirve en una bolsa de plástico y además tiene un coste económico bajo y accesible.  Se puede acceder al plato tanto en restaurantes, locales y puestos ambulantes en todo el país siendo de mayor consumo en el Pacífico de Nicaragua.
La diáspora Nicaragüense ha internacionalizado este platillo siendo mayormente consumido en las comunidades de dicho país radicadas en Miami, San Francisco en Estados Unidos.